# Список глав правительства Соломоновых Островов
Список глав правительства Соломоновых Островов включает руководителей правительства Соломоновых Островов со времени создания в стране в 1974 году кабинета, ответственного перед существовавшим в тот период Законодательным собранием.
В настоящее время правительство возглавляет Премьер-министр Соломоновых Островов (англ. Prime Minister of Solomon Islands), чьё положение в системе государственной власти определяет конституция, принятая 31 мая 1978 года и вступившая в силу 7 июля 1978 года. Глава правительства является лидером партии или коалиции, имеющей поддержку большинства в однопалатном Национальном парламенте (англ. National Parliament of Solomon Islands), состоящем из 50 депутатов, избираемых на четырёхлетний срок прямыми выборами по одномандатным округам. Парламентские выборы подлежат проведению в течение 4 месяцев по истечении установленного срока полномочий или досрочного роспуска состава парламента. Электоральным периодом определяется срок полномочий правительства, ограничений для повторного формирования кабинета при сохранении парламентского большинства не установлено.
Использованная в первом столбце таблиц нумерация является условной; также условным является использование в первом столбце цветовой заливки, служащей для упрощения восприятия принадлежности лиц к различным политическим силам без необходимости обращения к столбцу, отражающему партийную принадлежность. Наряду с партийной принадлежностью, в столбце «Партия» также отражён беспартийный статус персоналий. В столбце «Выборы» отражены состоявшиеся выборные процедуры, сформировавшие состав парламента, утвердившего состав правительства или поддержавшего его.

## Главные министры (протекторат, 1974—1978)
Главный министр Соломоновых Островов (англ. Chief Minister of Solomon Islands) — в провозглашённом в 1893 году протекторате Великобритании Британские Соломоновы Острова (англ. British Solomon Islands), 22 июня 1975 года получившем название Соломоновы Острова (англ. Solomon Islands) — глава правительства, которому принадлежала исполнительная власть, значительно ограниченная полномочиями лондонского правительства Её Величества, следующими из конституционного обычая.
Политика замены государственных служащих-экспатриантов жителями Соломоновых островов, обладающими необходимой квалификацией, впервые обсуждалась местным Законодательным советом в феврале 1963 года. Локализация была достигнута за счёт роста общего образования, а также обучения в рамках отдельных департаментов или проводимого Региональным отделом развития профессиональной подготовки. Первым жителем Соломоновых островов, возглавившим правительство, стал Соломон Мамалони, избранный главным министром 28 августа 1974 года.
|        | Портрет | Имя (годы жизни)                                                                                   | Полномочия      | Полномочия   | Партия                        | Выборы | Пр.         |
| Начало | Портрет | Имя (годы жизни)                                                                                   | Окончание       |              | Партия                        | Выборы | Пр.         |
| ------ | ------- | -------------------------------------------------------------------------------------------------- | --------------- | ------------ | ----------------------------- | ------ | ----------- |
| 1 (I)  |         | Соломон Суна’оне Мамалони (1943—2000) англ. Solomon Suna’one Mamaloni                              | 28 августа 1974 | 14 июля 1976 | Народная прогрессивная партия | 1973   | [ 6 ] [ 7 ] |
| 2 (I)  |         | Питер Кау’она Кенинараисо’она Кенилореа (1943—2016) англ. Kenilorea, Peter Kau’ona Keninaraiso’ona | 14 июля 1976    | 7 июля 1978  | беспартийный                  | 1976   | [ 8 ] [ 9 ] |

## Премьер-министры (королевство, с 1978)
Внутреннее самоуправление в протекторате Соломоновы Острова было введено 2 января 1976 года. В 1977 году в Лондоне состоялись финансовые и конституционные переговоры, результатом которых стало соглашение о том, что королева останется главой государства, независимость которого была провозглашена 7 июля 1978 года, когда Питер Кенилореа стал первым премьер-министром, а постоянный секретарь Министерства транспорта и связи Баддели Девеси был избран Законодательным собранием первым генерал-губернатором.
Премьер-министр Соломоновых Островов (англ. Prime Minister of Solomon Islands) является по конституции главой правительства страны, являющейся одним из королевств Содружества. В структуре монархии Соломоновых Островов премьер-министр обладает исполнительными полномочиями власти монарха, который по всем вопросам государства советуется исключительно с министрами правительства Соломоновых Островов. Представляющий монарха генерал-губернатор избирается Национальным парламентом; назначение премьер-министром лица, имеющего наилучшие шансы получить парламентскую поддержку, является прерогативой самого генерал-губернатора, а не представляемого им монарха. Титул правящей королевы Соломоновых Островов Елизаветы II Елизавета Вторая, Милостью Божьей, Королева Соломоновых Островов и других её королевств и территорий, Глава Содружества (англ. Elizabeth the Second, by the Grace of God, Queen of Solomon Islands and of Her other Realms and Territories, Head of the Commonwealth) используется, как правило, когда к ней обращаются как к таковой, когда она находится в Соломоновых Островах или выполняет обязанности от имени Соломоновых Островах за их пределами.
Наиболее серьёзный политический кризис в новейшей истории страны произошёл в результате межэтнического конфликта 1998—2003 годов, когда премьер-министр Бартоломью Улуфа’алу был захвачен с 5 по 27 июня 2000 года повстанцами Сил малаитских орлов и был вынужден в обмен на освобождение уйти в отставку. В целом конфликт был разрешён после ввода в страну в 2003 году контингента Региональной миссии по оказанию помощи Соломоновым Островам, в состав которого вошли представители большинства стран Океании.
|          | Портрет                                                                      | Имя (годы жизни)                                                                                       | Полномочия      | Полномочия      | Партия | Выборы                   | Пр.           |
| Начало   | Портрет                                                                      | Имя (годы жизни)                                                                                       | Окончание       |                 | Партия | Выборы                   | Пр.           |
| -------- | ---------------------------------------------------------------------------- | --- | --------------- | --------------- | --- | ------------------------ | ------------- |
| 2 (I—II) |                                                                              | Питер Кау’она Кенинараисо’она Кенилореа (1943—2016) англ. Kenilorea, Peter Kau’ona Keninaraiso’ona     | 7 июля 1978     | 31 августа 1981 | беспартийный | [ комм. 2 ]              | [ 8 ] [ 9 ]   |
|          | Объединённая партия Соломоновых Островов при поддержке независимых депутатов | Питер Кау’она Кенинараисо’она Кенилореа (1943—2016) англ. Kenilorea, Peter Kau’ona Keninaraiso’ona     | 7 июля 1978     | 31 августа 1981 | 1980 |                          | [ 8 ] [ 9 ]   |
| 1 (II)   |                                                                              | Соломон Суна’оне Мамалони (1943—2000) англ. Solomon Suna’one Mamaloni                                  | 31 августа 1981 | 19 ноября 1984  | 1980 | Партия народного альянса | [ 6 ] [ 7 ]   |
| 2 (III)  |                                                                              | Сэр Питер Кау’она Кенинараисо’она Кенилореа (1943—2016) англ. Kenilorea, Peter Kau’ona Keninaraiso’ona | 19 ноября 1984  | 1 декабря 1986  | Объединённая партия Соломоновых Островов                                                                         | 1984                     | [ 8 ] [ 9 ]   |
| 3        |                                                                              | Эзикиел Алебуа (1947—2022) англ. Ezekiel Alebua                                                        | 1 декабря 1986  | 28 марта 1989   | Объединённая партия Соломоновых Островов                                                                         | 1984                     | [ 14 ]        |
| 1 (III)  |                                                                              | Соломон Суна’оне Мамалони (1943—2000) англ. Solomon Suna’one Mamaloni                                  | 28 марта 1989   | 18 июня 1993    | Партия народного альянса с октября 1990 года — в составе коалиционной Группы национального единства и примирения | 1989                     | [ 6 ] [ 7 ]   |
| 4        |                                                                              | Фрэнсис Билли Хилли (1948—2025) англ. Francis Billy Hilly                                              | 18 июня 1993    | 7 ноября 1994   | беспартийный | 1993                     | [ 15 ]        |
| 1 (IV)   |                                                                              | Соломон Суна’оне Мамалони (1943—2000) англ. Solomon Suna’one Mamaloni                                  | 7 ноября 1994   | 27 августа 1997 | Партия национального единства, примирения и прогресса Соломоновых Островов                                       | 1993                     | [ 6 ] [ 7 ]   |
| 5        |                                                                              | Бартоломью Улуфа’алу (1950—2007) англ. Bartholomew Ulufa’alu                                           | 27 августа 1997 | 30 июня 2000    | Либеральная партия Соломоновых Островов в составе коалиционного Альянса Соломоновых Островов за перемены         | 1997                     | [ 16 ]        |
| 6 (I)    |                                                                              | Манассе Дамукана Согаваре (1955—) англ. Manasseh Damukana Sogavare                                     | 30 июня 2000    | 17 декабря 2001 | Народная прогрессивная партия                                                                                    | 1997                     | [ 17 ] [ 18 ] |
| 7        |                                                                              | Аллан Кемакеза (1950—) англ. Allan Kemakeza                                                            | 17 декабря 2001 | 20 апреля 2006  | Партия народного альянса                                                                                         | 2001                     | [ 19 ]        |
| 8        |                                                                              | Снайдер Рини (1949—2025) англ. Snyder Rini                                                             | 20 апреля 2006  | 4 мая 2006      | Ассоциация независимых членов                                                                                    | 2006                     | [ 20 ]        |
| 6 (II)   |                                                                              | Манассе Дамукана Согаваре (1955—) англ. Manasseh Damukana Sogavare                                     | 4 мая 2006      | 20 декабря 2007 | Партия социального кредита Соломоновых Островов                                                                  | 2006                     | [ 17 ] [ 18 ] |
| 9        |                                                                              | Дэвид Дерек Сикуа (1959—) англ. David Derek Sikua                                                      | 20 декабря 2007 | 25 августа 2010 | Либеральная партия Соломоновых Островов в составе коалиционного Альянса Соломоновых Островов за перемены         | 2006                     | [ 21 ]        |
| 10       |                                                                              | Дэнни Филип (1953—) англ. Danny Philip                                                                 | 25 августа 2010 | 16 ноября 2011  | Реформистская демократическая партия Соломоновых Островов                                                        | 2010                     | [ 22 ]        |
| 11       |                                                                              | Гордон Дарси Лило (1965—) англ. Gordon Darcy Lilo                                                      | 16 ноября 2011  | 9 декабря 2014  | Реформистская демократическая партия Соломоновых Островов в составе Национальной коалиции за реформы и прогресс  | 2010                     | [ 23 ]        |
| 6 (III)  |                                                                              | Манассе Дамукана Согаваре (1955—) англ. Manasseh Damukana Sogavare                                     | 9 декабря 2014  | 15 ноября 2017  | Партия собственности, единства и ответственности                                                                 | 2014                     | [ 17 ] [ 18 ] |
| 12       |                                                                              | Рик Хоуенипвела (1958—) англ. Rick Houenipwela                                                         | 15 ноября 2017  | 24 апреля 2019  | Демократическая партия альянса                                                                                   | 2014                     | [ 24 ]        |
| 6 (IV)   |                                                                              | Манассе Дамукана Согаваре (1955—) англ. Manasseh Damukana Sogavare                                     | 24 апреля 2019  | 2 мая 2024      | Партия собственности, единства и ответственности                                                                 | 2019                     | [ 17 ] [ 18 ] |
| 13       |                                                                              | Джереми Манеле (1968—) англ. Jeremiah Manele                                                           | 2 мая 2024      | действующий     | Партия собственности, единства и ответственности                                                                 | 2024                     | [ 25 ] [ 26 ] |